# چیه‌زو کاتائوکا
چیه‌زو کاتائوکا (به ژاپنی: 片岡 千恵蔵 Kataoka Chiezō) بازیگر ژاپنی سینما و تلویزیون بود. وی بیشتر بخاطر نقش‌های خود در جیدایگکی (درام تاریخی) معروف بود.